# Arbeitsgemeinschaft Deutscher Tumorzentren
Die Arbeitsgemeinschaft Deutscher Tumorzentren e.V. (ADT) ist der bundesweite Zusammenschluss von 60 Tumorzentren und klinischen Krebsregistern. Die Fachgesellschaft engagiert sich in allen Bundesländern aktiv vor allem für die bessere Versorgung an Krebs erkrankter Menschen. Überregional wirkt die ADT mit dem Bundesgesundheitsministerium und führenden Fachorganisationen zusammen. Gemeinsam mit dem Bundesministerium für Gesundheit haben ADT, die Deutsche Krebsgesellschaft und die Deutsche Krebshilfe den Nationalen Krebsplan (2008) initiiert.

## Geschichte und Entwicklung
Die Gründung der Arbeitsgemeinschaft erfolgte im Jahr 1978. Die in der Folgezeit gegründeten Tumorzentren wollten die Kooperation im Interesse der Menschen optimieren und Doppelarbeit in Behandlung und Forschung vermeiden.
Durch eine Satzungsergänzung im Jahr 2010 wurden weitere Möglichkeit der Zusammenarbeit mit kompetenten Institutionen eröffnet und durch Fachkompetenz verstärkte gesundheitspolitische Wirksamkeit erreicht. Die Arbeitsgemeinschaft ist als gemeinnützig anerkannt und im Registergericht Berlin eingetragen.

## Führung und Schulung
Vorsitzende der ADT ist die Ärztin Monika Klinkhammer-Schalke. Weitere Mitglieder des Vorstandes sind Mediziner, Krebsexperten und Wissenschaftler. Die ADT führt regelmäßig Fortbildungsveranstaltungen im Bereich der Tumordokumentation/Krebsregistrierung und Fachtagungen durch, die sich besonders an Tumordokumentierende und auch an Ärzte richten.

## Einheitlicher Onkologischer Basisdatensatz
Die ADT und die „Gesellschaft der epidemiologischen Krebsregister e.V.“ (GEKID) entwickeln seit 2008 gemeinsam einen einheitlichen onkologischen Basisdatensatz. Er wurde 2014 aktualisiert. Er gilt nach Angaben der beiden Organisationen für alle Krebsarten und wird fortlaufend um tumorspezifische Module ergänzt. Mit dem einheitlichen onkologischen Basisdatensatz ist nach Meinung von Experten  ein Instrument geschaffen worden, das einen einheitlichen onkologischen Standard vorgibt, Mehrfachdokumentationen verhindert und in allen Bundesländern und klinischen Strukturen eine vergleichbare Erfassung und Auswertung von Krebsbehandlungen ermöglicht.